# Blackbird (Landsegler)

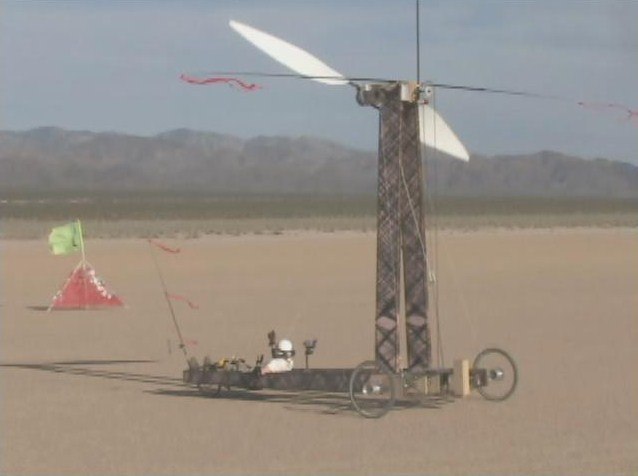
Der erste Prototyp des Blackbird, die Fähnchen am Boden und am Fahrzeug zeigen, dass der wahre und scheinbare Wind entgegengesetzt sind.

Der Blackbird ist ein experimenteller Segelwagen (oder Landsegler) mit großem Rotor, der als Propeller oder Turbine wirken kann. Er wurde konstruiert, um zu demonstrieren, dass es möglich ist, direkt vor dem Wind schneller als der Wind zu segeln.
Blackbird wurde von Rick Cavallaro and John Borton, Team von Thin Air Designs, gebaut und von Rick C. auch pilotiert.

## Geschichte
Das Projekt Blackbird wurde von Joby Energy gesponsert, ein nach 2007 von JoeBen Bevirt gegründetes Unternehmen, das 2010 an der Entwicklung von drachengetragenen Windturbinen arbeitete. Unterstützung erfuhr das Projekt durch Sportvision, Met One Instruments und SparkFun.
Am 2. Juli 2010 stellte der Blackbird mit 2,8-facher Windgeschwindigkeit direkt vor dem Wind am El Mirage Lake, in der Mohave-Wüste, Kalifornien den ersten zertifizierten Weltrekord in dieser Kategorie auf. Dabei treiben die Räder den Propeller an. Am 16. Juni 2012 stellte der Blackbird mit 2,1-facher Windgeschwindigkeit direkt gegen den Wind auch den Weltrekord für die Fahrt in die Gegenrichtung auf, wobei der Rotor als Turbine wirkend die Räder antreibt.
Beide Rekorde wurden von der North American Land Sailing Association (NALSA) nach jeweils unterschiedlichen Regeln anerkannt.
Bereits 1969 baute der Aerodynamiker Andrew Bauer einen Rotorsegler, der 1,2-mal so schnell wie der direkte Rückenwind fuhr. Da dies jedoch nie von unabhängiger Stelle bestätigt wurde, blieben viele Fachleute skeptisch, und einige waren sogar der Meinung, es sei physikalisch unmöglich. Andere Forscher kamen wie Bauer zum Schluss, dass so ein Fahrzeug keineswegs gegen physikalische Gesetze verstoße. Um die Kontroverse zu beenden, machte sich im Oktober 2009 ein Team daran, einen Rotorsegler zu bauen, der mindestens doppelte Windgeschwindigkeit genau vor dem Wind erreichen sollte. Die offiziellen Rekordläufe der North American Land Sailing Association (NALSA) fanden am 2. und 3. Juli 2010 auf der El Mirage Salztonebene in Kalifornien statt. Aus den Versuchen, bei denen alle Bedingungen erfüllt waren, wurde der mit dem höchsten Vielfachen der Windgeschwindigkeit ausgewählt, welches bei knapp 2,8 lag (44,6 km/h bei 16 km/h Wind). Hierbei wurde das Gerät, wie auch bei den meisten anderen Fahrten, am Start von einem Helfer zu Fuß mit Muskelkraft angeschoben, was nach den NALSA-Regeln jedoch zulässig war. Die in einem anderen Versuch erzielte Höchstgeschwindigkeit von 51,4 mph (82,7 km/h) erkannte die NALSA 2012 nach Revision 4 der Rekordkategorien ebenfalls als Rekord an.
Mit einer modifizierten Version des Blackbird wurde 2012 (am New Jerusalem Airport in Tracy) direkt gegen den Wind gefahren und dabei (in unterschiedlichen Läufen) 2,1-fache Windgeschwindigkeit bzw. eine Höchstgeschwindigkeit von 22,9 mph (36,9 km/h) erreicht (Rekorde in den einschlägigen NALSA-Kategorien C3: Propeller or turbine powered sailing craft, maximum speed; C4: Dead Down Wind and Dead Up Wind craft, speed ratio). Der Rotor wirkt dabei nicht als Propeller, sondern als Turbine, liefert also mechanische Leistung zum Antrieb an die Räder ab. Prinzipiell könnte ein gleichgestalteter Rotor für beide Fahrtrichtungen – mit und gegen den Wind – verwendet werden; normalerweise hat jedoch eine (statorlose) Turbine eine entgegengesetzte Profilwölbung im Vergleich zu einem Propeller.

## Grundlage
Auf den ersten Blick wirkt das Konzept kontraintuitiv, denn es scheint, als würde der Wind nur durch den Winddruck das Fahrzeug schneller antreiben, als es sich selbst bewegt. Dabei betrifft dieser passive Betriebsmodus nur die Dauer des Anfahrens. Allerdings ist der Propeller derartig konstruiert, dass er nicht wie ein Windrad vom Wind angetrieben wird, sondern durch die von den Rädern erzeugte, und auf den Propeller übertragene Rotation einen Luftstrom entgegen der Fahrtrichtung erzeugt. Vereinfacht gesprochen handelt es sich also um ein Gebläse, das gegen den Wind bläst, und damit eine Kraft in Bewegungsrichtung erzeugt. Hierin liegt auch begründet, warum eine höhere Geschwindigkeit, als die des Windes, erreicht werden kann, was sich auch physikalisch herleiten lässt.

## Wette mit Physikprofessor
Es herrschte Unstimmigkeit, ob das Konzept des Blackbird tatsächlich funktioniert. Bei einer Wette über 10.000 USD zwischen Derek Muller, der auf seinem weit verbreiteten Youtube-Kanal Veritasium über Blackbird berichtete, und dem UCLA-Professor Alexander Kusenko, in der letzterer behauptete, dass das Konzept nicht funktionieren könne, musste Kusenko 2021 seine Niederlage eingestehen.